# NGC 4324
NGC 4324 is een spiraalvormig sterrenstelsel in het sterrenbeeld Maagd. Het hemelobject werd op 4 maart 1862 ontdekt door de Duits-Deense astronoom Heinrich Louis d'Arrest.

## Synoniemen
- UGC 7451
- MCG 1-32-32
- ZWG 42.63
- VCC 613
- IRAS 12205+0531
- PGC 40179